# ロマンス、イラネ
「ロマンス、イラネ」は、日本の女性アイドルグループ・AKB48の楽曲。楽曲は秋元康により作詞、Rieにより作曲されている。2008年1月23日にAKB48のメジャー7作目のシングルとしてデフスターレコーズから発売された。楽曲のセンターポジションは小嶋陽菜と前田敦子が務めた。

## 背景とリリース
楽曲は、2008年元日に発売された『SET LIST〜グレイテストソングス 2006-2007〜』に収録される予定だったが、変更になりシングル化された。
楽曲のシングル盤は、初回生産限定盤 TypeA、初回生産限定盤 TypeB、通常盤の3種類がリリースされた。初回生産限定盤 TypeAには楽曲のミュージック・ビデオを収録したDVDが付属している。同TypeBには楽曲の2つのリミックス版が収録されている。
キャッチコピーは、「お待たせしました!アイドルの王道ポップス」。TVスポットはなちのん（佐藤夏希、野呂佳代）がナレーションを担当した。
菊地彩香は初選抜入りを果たした。戸島花は『会いたかった』以来、佐藤由加理は『桜の花びらたち』以来、秋元才加・大島麻衣・篠田麻里子は『僕の太陽』以来の復帰となった。選抜落ちはなし。
楽曲のミュージック・ビデオは「BINGO!」以来3度目となる竹石渉が監督を務めている。東京タワースタジオ・第1スタジオで撮影された。このビデオはAKB48が歌番組に出演して「ロマンス、イラネ」を歌うという設定で、スタジオ内に本格的な歌番組風のセットを設けての撮影となった。そのため、メジャーデビュー後のシングル表題曲としては初、インディーズ時代を含めても、デビュー曲「桜の花びらたち」のミュージック・ビデオ以来となる、屋外撮影シーンが一切ないビデオとなっている。選抜メンバーではないがビデオとメイキングに、なちのん（佐藤夏希、野呂佳代）が出演している。
楽曲は2008年2月4日放送の『HEY!HEY!HEY! MUSIC CHAMP』でパフォーマンスされた。また、楽曲はTBS系『アッコにおまかせ!』のエンディングテーマに使用された。

## シングル収録トラック

### 初回生産限定盤 TypeA
| #  | タイトル                                         | 作詞   | 作曲     | 編曲     | 時間 |
| -- | ------------------------------------------------ | ------ | -------- | -------- | ---- |
| 1. | 「ロマンス、イラネ (Original Mix)」              | 秋元康 | Rie      | CHOKKAKU | 4:40 |
| 2. | 「愛の毛布」                                     | 秋元康 | 成瀬英樹 | 樫原伸彦 | 5:01 |
| 3. | 「ロマンス、イラネ (Original Mix Instrumental)」 |        |          |          | 4:40 |
| 4. | 「愛の毛布 (Instrumental)」                      |        |          |          | 4:59 |

| #  | タイトル                           | 作詞 | 作曲・編曲 |
| -- | ---------------------------------- | ---- | ---------- |
| 1. | 「ロマンス、イラネ」               |      |            |
| 2. | 「Making of 「ロマンス、イラネ」」 |      |            |

### 初回生産限定盤 TypeB
| #  | タイトル                                         | 作詞   | 作曲     | 編曲     | 時間 |
| -- | ------------------------------------------------ | ------ | -------- | -------- | ---- |
| 1. | 「ロマンス、イラネ (Original Mix)」              | 秋元康 | Rie      | CHOKKAKU | 4:40 |
| 2. | 「愛の毛布」                                     | 秋元康 | 成瀬英樹 | 樫原伸彦 | 5:01 |
| 3. | 「ロマンス、イラネ（ひまわり 2nd 2.0Mix）」      |        |          |          | 4:41 |
| 4. | 「ロマンス、イラネ（ひまわり 2nd 2.1Mix）」      |        |          |          | 4:42 |
| 5. | 「ロマンス、イラネ (Original Mix Instrumental)」 |        |          |          | 4:40 |
| 6. | 「愛の毛布 (Instrumental)」                      |        |          |          | 4:59 |

### 通常盤
| #  | タイトル                                         | 作詞   | 作曲     | 編曲     |
| -- | ------------------------------------------------ | ------ | -------- | -------- |
| 1. | 「ロマンス、イラネ (Original Mix)」              | 秋元康 | Rie      | CHOKKAKU |
| 2. | 「愛の毛布」                                     | 秋元康 | 成瀬英樹 | 樫原伸彦 |
| 3. | 「ロマンス、イラネ (Original Mix Instrumental)」 |        |          |          |
| 4. | 「愛の毛布 (Instrumental)」                      |        |          |          |

## 選抜メンバー
- 秋元才加
- 板野友美
- 大島麻衣
- 大島優子
- 小野恵令奈
- 河西智美
- 菊地彩香
- 小嶋陽菜
- 佐藤由加理
- 篠田麻里子
- 高橋みなみ
- 戸島花
- 前田敦子
- 峯岸みなみ
- 宮澤佐江
- 渡辺麻友